# Borg/McEnroe
Borg/McEnroe (im deutschen Untertitel auch Duell zweier Gladiatoren) ist eine Filmbiografie von Janus Metz Pedersen, die am 7. September 2017 als Eröffnungsfilm des Toronto International Film Festivals ihre internationale Premiere feierte. Der Film hat die Rivalität der Tennisspieler Björn Borg und John McEnroe zum Gegenstand und zeigt ein Aufeinandertreffen bei den Wimbledon Championships im Jahr 1980 im Finale des Herreneinzels.

## Handlung
Der 24-jährige Schwede Björn Borg ist im Jahr 1980 die Nummer eins der Männer in der Tennis-Weltrangliste und viermaliger Sieger der Wimbledon Championships, mit dem 5. Titel würde er etwas erreichen, das bis dahin kein anderer Tennisspieler geschafft hat. Von seiner langen Karriere gezeichnet, fühlt er sich ausgebrannt und müde, doch eines der wichtigsten Spiele seines Lebens muss er noch bestreiten. Borg soll in einem von der Welt mit Spannung erwarteten Finalspiel in Wimbledon gegen den 20-jährigen John McEnroe antreten. Der exzentrische Newcomer aus den USA ist genauso hitzköpfig wie er selbst, was sie in gewisser Weise verbindet. Borg bereitet sich mit Hilfe seines Trainers Lennart Bergelin auf das Tennisturnier vor. McEnroe hingegen sorgt immer wieder für neue Schlagzeilen, und die Medien stellen in ihrer Berichterstattung über das anstehende Finale im Herreneinzel immer wieder die Rivalität der beiden Tennisspieler in den Vordergrund.

## Produktion

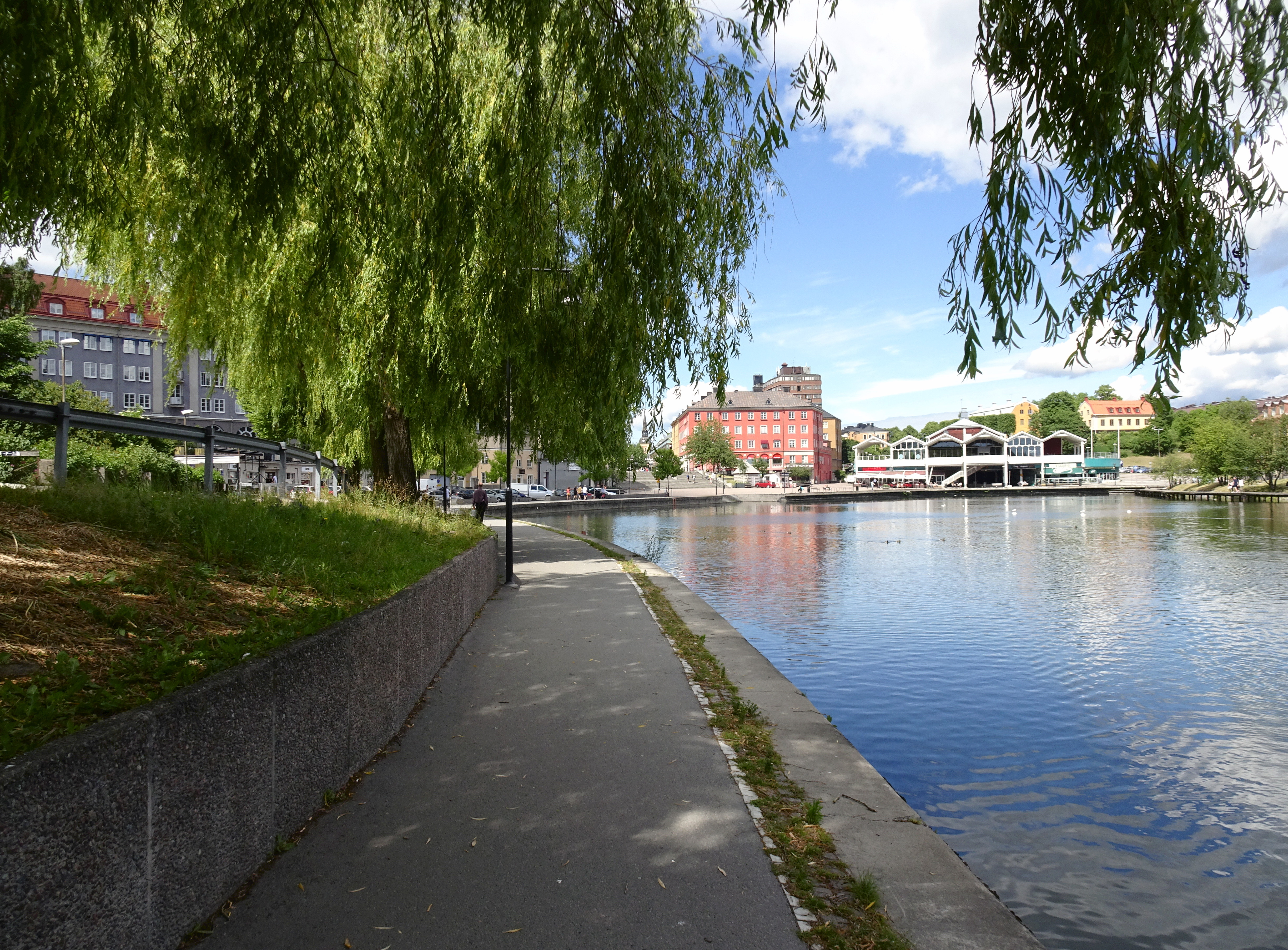
Die Dreharbeiten fanden unter anderem im schwedischen Södertälje statt, wo Björn Borg aufwuchs und bereits im Kindesalter Tennis spielte

### Stab und Besetzung
Die Planung eines Films über die Tennisspieler Björn Borg und John McEnroe war im Mai 2016 bekannt geworden, mit Janus Metz Pedersen für die Regie und Ronnie Sandahl für das Drehbuch. Als Produzenten fungierten Jon Nohrstedt und Fredrik Wikström Nicastro. Die Filmmusik wurde von Jonas Struck, Vladislav Delay, Jon Ekstrand und Carl-Johan Sevedag komponiert. Ende September 2017 veröffentlichten Struck und Delay den Soundtrack zum Film als Download.
Im Mai 2016 wurde bekannt, dass Sverrir Guðnason und Shia LaBeouf die Rollen von Björn Borg und John McEnroe übernehmen werden. Stellan Skarsgård spielt im Film Borgs Trainer Lennart Bergelin. Am 16. August 2016 stießen die Schauspieler Tuva Novotny und Robert Emms zur Crew, die im Film  Mariana Simionescu und Vitas Gerulaitis spielen.
Metz zeigt im Film die Tage vor dem Turnier sowie dessen Verlauf, kombiniert mit zahlreichen Rückblenden in die Jugend beider Spieler, was der Geschichte einen wunderbaren Tiefgang gebe, so Piet Bosse vom tennis MAGAZIN, und besonders Borgs Lebensweg werde detailgetreu in seinen Schlüsselmomenten, die bis in die Kindheit zurückreichen, dargestellt. In verschiedenen dieser Rückblenden spielt Borgs Sohn Leo ihn als Zwölfjährigen.
John McEnroe gefiel der Film nicht, und nachdem er im Vorfeld die fehlende Kontaktaufnahme der Schauspieler kritisiert hatte, empfand er die Geschichte teilweise als falsch und zu dramatisch dargestellt. Björn Borg hingegen fand insgesamt lobende Worte für das Sportdrama, so Piet Bosse, auch wenn die Beziehung zu seinem Trainer Lennart Bergelin laut Borg in einer Konfliktsituation nicht ganz wahrheitsgemäß dargestellt worden sei, denn eine Szene, in der Bergelin den Teenager Borg schlägt, soll in der Realität nie stattgefunden haben.

### Dreharbeiten und Veröffentlichung
Die Dreharbeiten wurden im August 2016 begonnen. Gedreht wurde in Göteborg, Stockholm, Prag, London und Monaco. Weitere Aufnahmen entstanden in Borgs Heimatstadt Södertälje bei Stockholm, wo der Tennisspieler aufwuchs und bereits im Kindesalter Tennis spielte. In Prag drehte man im Štvanice-Stadion, das im Film dem Centre Court in Wimbledon als Kulisse diente, wo 1980 das Finale stattgefunden hatte. Die Produktionskosten beliefen sich auf rund 65 Millionen Schwedische Kronen.
Der Film feierte am 7. September 2017 als Eröffnungsfilm des Toronto International Film Festivals seine internationale Premiere und kam am 22. September 2017 in die Kinos im Vereinigten Königreich. Im September 2017 erfolgte zudem eine Vorstellung des Films beim San Sebastián International Film Festival. Ende September 2017 eröffnete der Film in Anwesenheit von Roger Federer das Zurich Film Festival. Der Kinostart in Deutschland erfolgte am 19. Oktober 2017. Im Oktober und November 2017 wurde der Film im Rahmen des offiziellen Wettbewerbs beim Festa del Cinema di Roma gezeigt und dort mit dem Publikumspreis ausgezeichnet.
Der Film wird von Nordisk Film in Scandinavia und international von SF Studios vertrieben, wurde in mehr als 150 Länder verkauft und startete am 13. April 2018 in den US-Kinos.

## Rezeption

### Kritiken und Einspielergebnis

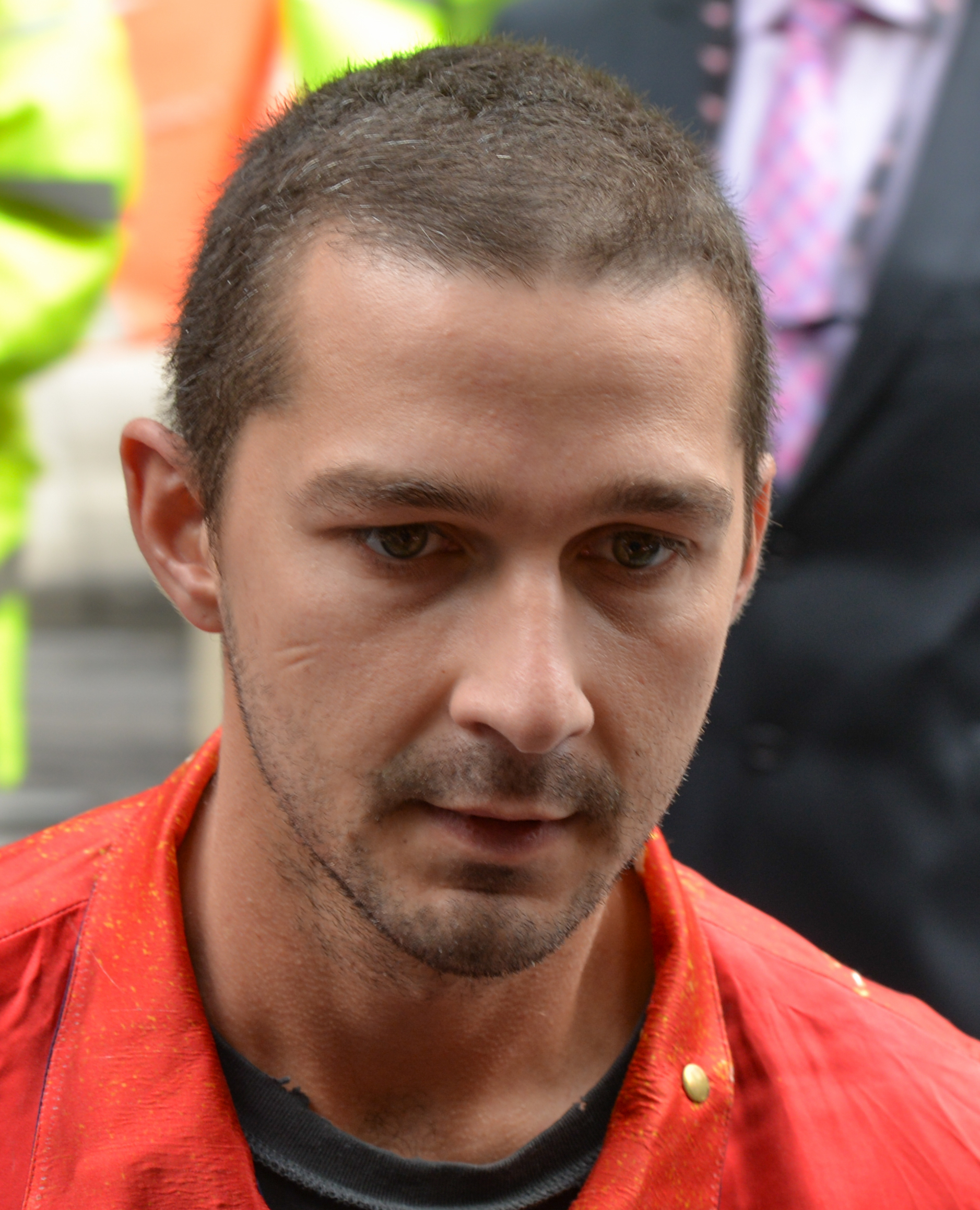
Shia LaBeouf bei der Premiere des Films beim Toronto International Film Festival 2017

Der Film erhielt von 84 Prozent der Kritiker bei Rotten Tomatoes eine eher positive Bewertung (von insgesamt 147 Kritikern). So meint Peter Debruge von Variety, auch wenn Tennisspielen nicht die beste Nutzung von Shia LaBeoufs Talenten sein mag, sei er, der selbst abseits der Leinwand eine umstrittene Person ist, in seiner Rolle fantastisch. Auch Peter Bradshaw von The Guardian glaubt, LaBeouf sei nicht nur eine gute Besetzung für diese Rolle, sondern auch die einzig mögliche, weil er McEnroes Aufbrodeln und dessen Erregung im Falle eines Sieges glaubhaft genug darstellen kann. Urs Bühler von der Neuen Zürcher Zeitung sagt, auch wenn LaBeouf auf den ersten Blick nicht die nächstliegende Besetzung sei, gehe er dann aber auf in der ihm vertrauten Rolle des Enfant terrible: „Einige Ticks seines Landsmanns auf und neben dem Platz adaptiert er erstaunlich präzis.“
Fionnuala Halligan von Screen International sagt hingegen, der Film sei dank einer faszinierenden Darstellung des Doppelgängers Sverrir Gudnason mehr Borg als McEnroe.
Dominik Kamalzadeh von derStandard.at sagt, die Sportlerpsychokiste sei reich an Klischees, halte einen aber zumindest mit lustigen Frisuren und farbigen Details wie Retroschweißbändern so lange bei Laune, bis der Film im spannenden Finish endlich auch Tennis zeigt.
Piet Bosse vom tennis MAGAZIN meint, der Regisseur habe gezielt auf technische Feinheiten im Tennisspiel geachtet und der Film spiele sich in einem sehr zeitgemäßen Ambiente ab: „Sowohl Requisiten, als auch Umgebung versprühen den Charme der Achtziger Jahre.“ Zur Auswahl der Schauspieler sagt Bosse, diese sei äußerst gut gelungen, und Sverrir Gudnason und Shia LaBeouf wiesen eine große Ähnlichkeit zu den Hauptcharakteren auf. Bosse resümiert, es handele sich um einen stimmigen Spielfilm, dem es gelinge, die Emotionen zu transportieren und zu vermitteln. Der Film sei nicht nur etwas für Tennis-Fans, auch jeder allgemeine Sportfan und Tennis-Laie könne leicht in dieses Drama hineinfinden, so Bosse. Als einziges Manko nennt Bosse in seiner Kritik die deutsche Synchronisation: „Die Originalversion variiert sprachlich zwischen Schwedisch und Englisch, wodurch eine faszinierende Atmosphäre entsteht. Der Rezipient hat quasi das Gefühl, live dabei zu sein.“
Patrick Heidmann von epd Film meint, der Film sei von einer unnötigen Überdramatisierung gekennzeichnet, die die Bedeutung des Aufeinandertreffens der beiden Spieler zu einer Dimension aufblase, die maßlos wirke. Auch die bombastische Filmmusik unterstreiche dies auf unvorteilhafte Weise. Als das Finale schließlich erreicht werde und der Film sich ganz auf das fünf Sätze dauernde Tennismatch konzentriere, so Heidmann, entwickele er allerdings doch noch eine erstaunlich bezwingende Spannung: „So packend und authentisch hat man diese Sportart tatsächlich noch nie auch nur annähernd auf der Leinwand gesehen, was neben Metz und seinen Darstellern vor allem deren Doubles und der herausragenden Arbeit der beiden Cutter Per K. Kirkegaard und Per Sandholt zu verdanken ist.“
Die weltweiten Einnahmen des Films aus Kinovorführungen belaufen sich bislang auf rund 3,4 Millionen US-Dollar.

### Auszeichnungen (Auswahl)
Europäischer Filmpreis 2018
- Nominierung als Bester Schauspieler (Sverrir Gudnason)
- Nominierung für den Publikumspreis (Janus Metz Pedersen)[22]

Festa del Cinema di Roma 2017
- Auszeichnung mit dem BNL People’s Choice Award[23]

Guldbaggen 2018
- Nominierung als Bester Film (Jon Nohrstedt und Fredrik Wikström Nicastro)
- Nominierung für die Beste Regie (Janus Metz Pedersen)
- Nominierung als Bester Hauptdarsteller (Sverrir Gudnason)
- Nominierung als Bester Nebendarsteller (Shia LaBeouf)
- Nominierung als Bester Nebendarsteller (Stellan Skarsgård)
- Nominierung für das Beste Kostümdesign (Kicki Ilander)
- Nominierung für die Besten Spezialeffekte (Torbjörn Olsson und Alex Hansson)
- Nominierung für den Besten Schnitt (Per Sandholt und Per K. Kirkegaard)
- Nominierung für die Beste Filmmusik (Jonas Struck, Jon Ekstrand und Vladislav Delay)
- Nominierung für das Beste Szenenbild (Lina Nordqvist)
- Nominierung für den Publikumspreis[24]

National Film Awards UK 2018
- Nominierung als Bester internationaler Film
- Nominierung als Bestes Filmdrama
- Nominierung als Bester Actionfilm[25]